# Clubiona aducta
Clubiona aducta là một loài nhện trong họ Clubionidae.
Loài này thuộc chi Clubiona. Clubiona aducta được Eugène Simon miêu tả năm 1932.